# Robert Rudolf
Robert Rudolf (* 4. April 1884 in Selzach, Kanton Solothurn; † 7. Dezember 1932 ebenda) war ein Schweizer Bildhauer und Plastiker.

## Leben und Werk

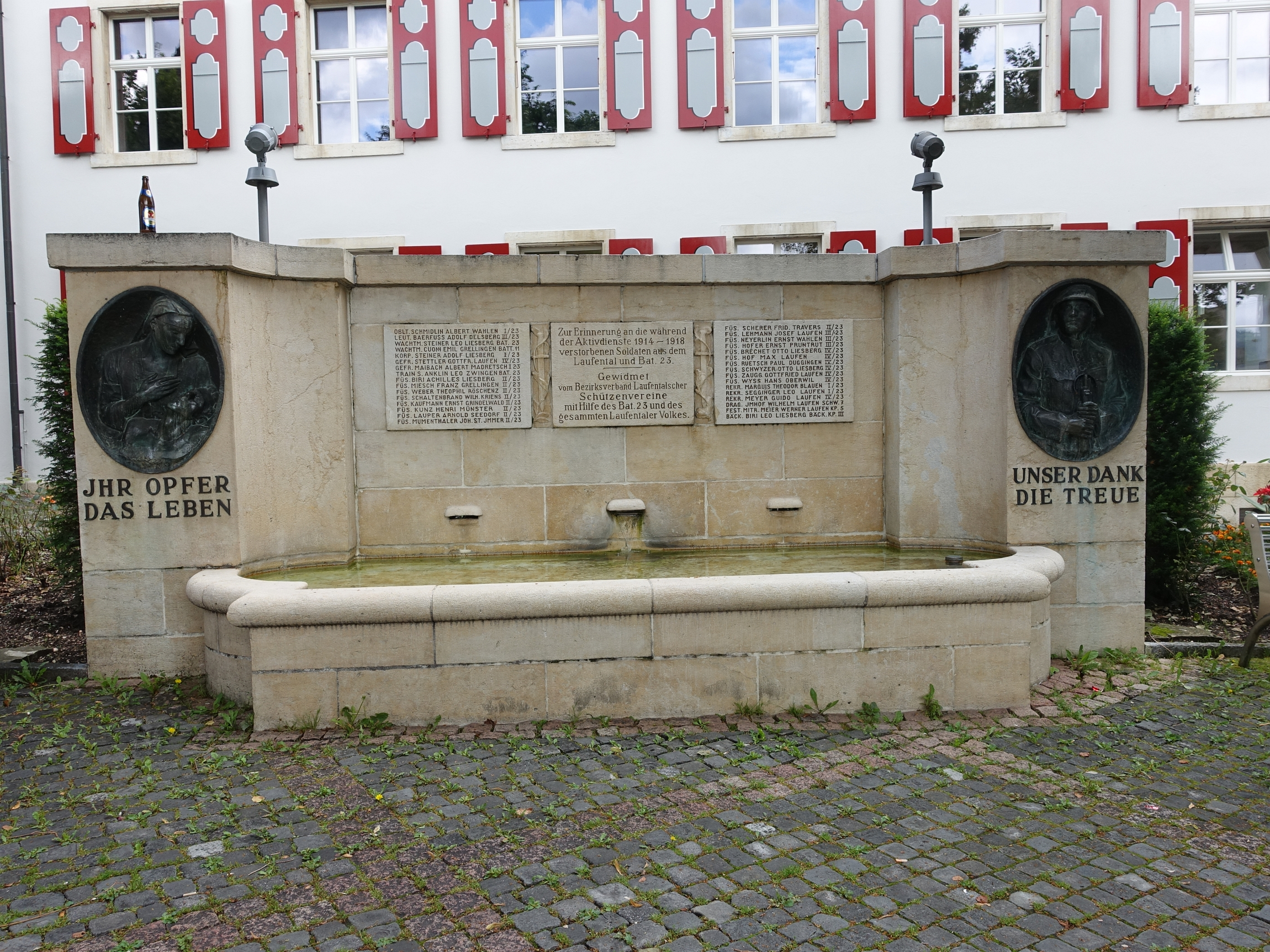
Soldatendenkmal und Denkmal des Bataillon 23 in Laufen.

Robert Rudolf studierte an den Kunstakademien in Genf und Paris und vertiefte anschliessend seine Anatomiekenntnisse an der Universität Basel. Er war ein Schüler von Richard Kissling und schloss sein Studium an der Kunstakademie in Florenz ab, wo er 11 Jahre lebte. In Florenz war er ein Mitbegründer der ehemaligen dortigen Sektion Gesellschaft Schweizerischer Maler, Bildhauer und Architekten (GSAMBA). Nach Ausbruch des Ersten Weltkrieges kehrte er nach Selzach zurück. Rudolf schuf Grabdenkmäler, Holzskulpturen, Büsten, Figuren und war ein Mitglied der Sektion Bern der GSAMBA.
Zu seinen bekanntesten Werken in öffentlichen Raum gehören der Dornacher-Brunnen der St. Margarithen-Bruderschaft und das Soldatendenkmal in Solothurn von 1922 sowie das 1924 eingeweihte Soldatendenkmal des Bataillon 23 in Laufen.

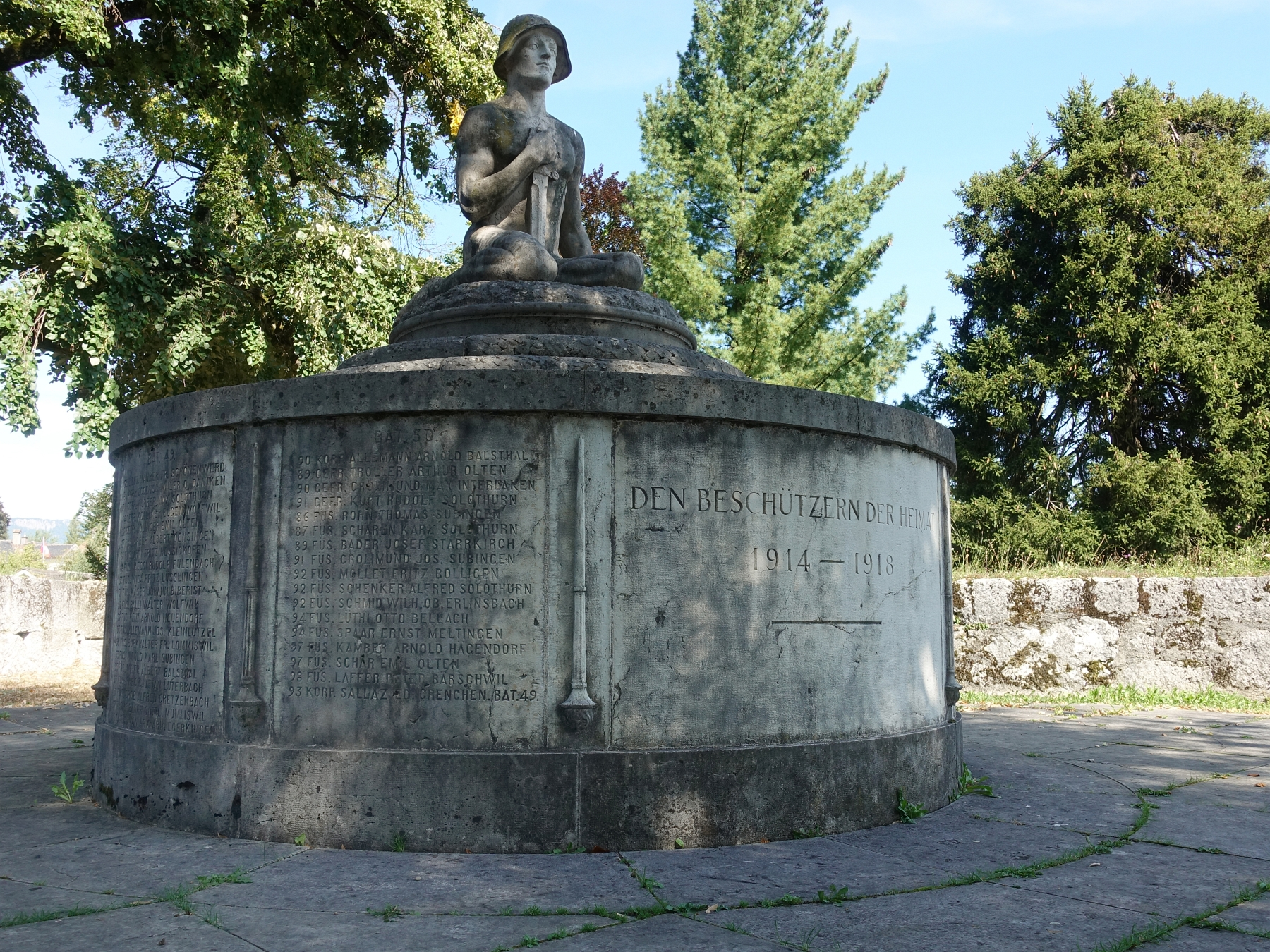
Soldatendenkmal auf der Riedholzschanze in Solothurn